# José Tomás Pérez
José Tomás Pérez Vásquez es un educador, político y escritor dominicano. Designado desde diciembre de 2014 por el presidente Danilo Medina como Embajador Extraordinario y Plenipotenciario de la República Dominicana ante los Estados Unidos de América. Presentó las Cartas Credenciales ante el Presidente de Estados Unidos, Barack Obama, el lunes 23 de febrero de 2015. Precandidato Presidencial por el Partido de la Liberación Dominicana (PLD) y funcionario público en los gobiernos de Leonel Fernández 1996-2000 y 2007-2011. Actualmente es Miembro del Comité Central y del Comité Político, máximo órgano de dirección del partido.
Como escritor, Jose Tomas Perez ha publicado tres novelas: "La Gente Detrás del Muro", en el año 2018, "La sombra de la Muerte", en el 2019, también traducida al Inglés y su más reciente "La Inmigrante", en el 2023.

## Biografía
Nació en la ciudad de Santiago de los Caballeros el 14 de febrero de 1956. Es el hijo mayor del matrimonio de la señora Ana Evarísta Vázquez Bretón y el Señor Juan Tomás Pérez Jiménez. Por parte de su padre tiene ascendencia francesa.
Realizó sus estudios primarios en la ciudad de La Vega y sus estudios secundarios en el Liceo Panamericano de la ciudad de Santo Domingo. Es Licenciado en Psicología por la Universidad Autónoma de Santo Domingo (UASD). Realizó también estudios de Economía, para luego realizar una Maestría en Mercadotecnia en Webster University, Missouri, Estados Unidos y una Maestría en Educación Superior en el Instituto Tecnológico de Santo Domingo (INTEC), en República Dominicana.
Su compromiso académico lo ha llevado a impartir docencia en las principales universidades de su país, dentro de las cuales cabe destacar la  Universidad Autónoma de Santo Domingo o -Primada de América- (UASD), Instituto Tecnológico de Santo Domingo (INTEC), Pontificia Universidad Católica Madre y Maestra (PUCMM), entre otras. 
Fue el creador de la Escuela de Mercadeo del  Instituto Tecnológico de Santo Domingo  (INTEC).
En el año 1993 contrajo matrimonio con la Señora Caridad Santos de Pérez con la cual procreó tres hijos: Joscary, Jossel y Carileen Pérez Santos. Anteriormente se había casado, y fruto de este matrimonio nacieron José Tomás y Roselyn Pérez.

## Vida política

### Funcionario Público
Como servidor público ha desempeñado los cargos de Director General de la Corporación de Fomento Industrial (CFI, actualmente PROINDUSTRIA) en el período 1996-2000  y de Secretario de Estado, Director del Instituto Dominicano de Aviación Civil (IDAC), desde el 2007 al 2011 .  En el 2011 se convierte en pre-candidato presidencial del Partido de la Liberación Dominicana.

### A lo interno del PLD
Desde el 1978, motivado por las ideas innovadoras y revolucionarias del Profesor Juan Bosch, ha sido miembro del Partido de la Liberación Dominicana (PLD), siendo Secretario General durante dos años y medio, cargo al que accedió mediante elecciones internas con aproximadamente el 80% de los votos.
Consideró seguir a Juan Bosch desde que leyó su libro "Composición Social Dominicana", el cual se constituyó en un paradigma para la interpretación de los acontecimientos sociales e históricos de la República Dominicana.[cita requerida] Entendía que por Juan Bosch haber sido tan buen presidente en sus 7 meses de gobierno en el 1963, merecía su apoyo y que lograra ser nuevamente presidente de su país.
Siendo miembro del Comité Central estuvo a cargo del mercadeo y todo lo concerniente a la publicidad y la propaganda de la candidatura del Prof. Juan Bosch en las elecciones del 1994[cita requerida]. En las elecciones del 1996, en su calidad de Secretario de Propaganda del PLD, dirigió el mercado, la publicidad y la propaganda de la candidatura a la presidencia del Dr. Leonel Fernández Reyna, elecciones en donde resultó ganador en el año 1996.[cita requerida]
José Tomás Pérez ocupó la Secretaría General de su partido por dos años y medio, luego se presenta como pre-candidato para representar el Partido de la Liberación Dominicana en la Senaduría por el Distrito Nacional, resultando ganador a lo interno con un 65% de los votos.[cita requerida]. En dichas elecciones congrensuales del 2002 compitió contra el partido de gobierno, en ese entonces el Partido Revolucionario Dominicano (PRD), resultando electo Senador por el Distrito Nacional, siendo la primera vez que el Partido de la Liberación Dominicana ocupa esa plaza.[cita requerida] En ese entonces también fue el único senador que obtuvo ese partido en esa contienda a nivel nacional.[cita requerida]
Desde hace casi 15 años es miembro del Comité Político del Partido de la Liberación Dominicana.
Dentro del PLD José Tomás ha ocupado los siguientes cargos:
- Secretario General de su Intermedio Máximo Cabral (1998) En su gestión se celebró el "Congreso Profesor Juan Bosch", en el cual se marcó la apertura total del Partido de la Liberación Dominicana y su conversión en un partido de masas.

- Activista Nacional

- Vice- Secretario

- Miembro del Comité Central

- Miembro del Comité Político

- Secretario de Propaganda del PLD

- Secretario General del PLD

### Contiendas a lo Interno del PLD
Ha competido en diferentes escenarios, primero para ser miembro del Comité Central en 1994, luego se postuló para la secretaria de propaganda del PLD, la cual fue elegido por votación unánime por los miembros del Comité Central,[cita requerida] luego compitió para la secretaría general del PLD siendo sus competidores: Reinaldo Pared Pérez; Lidio Cadet y Ramón Ventura Camejo, esa vez ganó con un porcentaje de un 80%,[cita requerida] luego compitió por la reelección de la secretaria general donde fue derrotado por una coalición dentro del Partido de la Liberación Dominicana. Inmediatamente se le postuló para competir internamente para optar por la Senaduría del Distrito Nacional, donde compitió en contra de Rafael Alburquerque, Eduardo Selman y Franklyn Almeyda Rancier, esa vez ganó con más un 65% para convertirse en el único Senador que obtuvo el PLD en el 2002, ocasión en la que compitió contra el Partido Revolucionario Dominicano (PRD) en contra de Rafael Taveras (Fafa) donde también derrotó a su contendor. En ese entonces el PRD obtuvo una victoria arrolladora pero no pudo retener el Distrito Nacional.[cita requerida]
En el 2007-2008 se presenta como pre-candidato presidencial por su partido, pero se retiró para apoyar la pre-candidatura presidencial del Dr. Leonel Fernández.[cita requerida] En el 2011 nuevamente se presenta como pre-candidato presidencial por su partido, resultando ganadora en dicha ocasión la pre-candidatura de Danilo Medina.[cita requerida]

### Senador
Representando al Partido de la Liberación Dominicana (PLD), resultó elegido para ocupar el cargo Senador por el Distrito Nacional desde el 2002 al 2006.  Durante este período participó en distintas comisiones, entre las cuales cabe destacar la Comisión de Reforma del Congreso, que tuvo a su cargo la transformación tanto institucional como de infraestructura del Congreso Nacional, la Comisión de Finanzas, Comisión de Turismo, Comisión Agrícola, entre otras. 
Dentro de las iniciativas legislativas de José Tomás Pérez como Senador, se destaca la Ley General de Libre Acceso a la Información, aprobada en el 2004 (Ley 200-04). 
Como Senador le fueron aprobadas las siguientes leyes, de las cuales es el propulsor:
- Ley General de Libre Acceso a la Información, Ley 200-04 siendo ésta la más destacada y de mayor impacto en lo que es la transformación del Estado.[cita requerida]
- Ley General del Buró de Crédito. (Esta Ley, puso orden a los abusos que se estaban cometiendo contra los ciudadanos, las empresas de buró de crédito).[cita requerida]
- Ley General de Salud Mental.[cita requerida]

## Obras

### Novelas
- La Gente Detrás del Muro (2018)
- La Sombra de la Muerte (2019)
- La Inmigrante (2023)